# Miles Joseph Berkeley
Miles Joseph Berkeley (Biggin Hall, 1º aprile 1803 – Market Harborough, 30 luglio 1889) è stato un botanico e micologo inglese.
Era figlio secondogenito di Charles Berkeley e Charlotte, figlia di P.G. Munn, noto pittore di acquerelli. Frequentò la Grammar School ad Oundle e poi a rugby. Entrato al Christ's College di Cambridge nel 1821, vi si laureò nel 1825. Nel 1826 prese i voti e, come primo incarico, fu vicario di San Giovanni a Margate. Nel 1833 divenne parroco di Apethorpe e Woodnewton, Northamptonshire. Nello stesso anno Berkeley sposò Cecilia Emma, figlia di John Campbell, che lo aiutò a tradurre testi dal francese e dall'italiano. Nel 1868 fu nominato vicario di Sibbertoft, nei pressi di Market Harborough, dove morì il 30 luglio 1889, all'età di 86 anni.
Nei primi anni della sua attività scientifica si occupò di piante crittogame, ma fu famoso soprattutto come micologo sistematico. Gli si attribuiscono, infatti, circa 6000 specie di funghi.

## Pubblicazioni
- (1833)- Gleanings of British Algae
- (1836) - English Botany, volume 5, parte 2, de James Edward Smith (1759-1828)
- (1837 – 1885) - “Notices of British fungi”
- (1838) - "On the fructification of the pileate and clavate tribes of hymenomycetous fungi" no “Annals of natural history” 1:2 pp. 81 – 101
- (1839) - "Description of exotic fungi in the collection of Sir W. J. Hooker, from memoirs and notes of J. F. Klotzsch, with additions and corrections" no “Annals of natural history” 3 pp. 325 – 401
- (1840) - "On the fructification of 99,Lycoperdon, 121,Phallus, and their allied genera" no “Annals of natural history” 4 pp. 155 – 159
- (1843) - "Notices of some Brazilian fungi" no “The London Journal of Botany” 2 pp. 629 – 643
- (1844 – 1856) - "Decades of Fungi" no “Journal of Botany”
- (1849) com Jean Pierre Francois e Camille Montagne - "Centurie de plantes cellulaires exotiques nouvelles: 11.5" (Cem novas plantas exóticas não vasculares) no Annales des Sciences Naturelles ». Botânica (Annals of Natural History. Botanical series.) 3:11 pp. 235 – 256
- (1849 – 1850) com Moses Ashley Curtis - "Contributions to the mycology of North America" no “American Journal of Science and Arts”
- (1855 – 1860) - “The botany of the Antarctic voyage: Fungi”
- (1857) – “Introduction to Cryptogamic Botany” (H. Baillière, Londres)
- (1860) com Moses Ashley Curtis - "Characters of new fungi, collected in the North Pacific exploring expedition by Charles Wright" nas continuações da “National Academy of Arts and Sciences”, USA 4 pp. 111 – 130
- (1860) – “Outlines of British Fungology” (L. Reeve, Londres)
- (1863)- Handbook of British mosses comprising all that are known to be natives of the British Isles (L. Reeve, Londres)
- (1869) com Moses Ashley Curtis - "Fungi Cubenses" no “The Journal of the Linnean Society”. Botânica 10 pp. 280 – 392
- (1872 – 1876) - "Notices of North American Fungi" em Grevillea
- (1875) com Christopher Edmund Broome - "Enumeration of the fungi of ceylon" no “The Journal of the Linnean Society”. Botânica 14 pp. 29 – 140
- (1877) com Mordecai Cubitt Cooke - "The fungi of Brazil, including those collected by J. W. H. Trail... In 1874" no “The Journal of the Linnean Society”. Botânica 15 p. 363